# Michel Dens
Pour les articles homonymes, voir Dens.
Michel Dens, né le 22 juin 1911 à Roubaix et mort le 19 décembre 2000 à Paris 18e, est un baryton français dont le large répertoire va de l'opéra et l'opéra-comique à l'opérette, en passant par la mélodie ; il laisse de nombreux enregistrements dans ce domaine.

## Biographie
Il commence sa carrière en 1934 à l'Opéra de Lille dans le Faust de Gounod (rôle de Wagner). Il est engagé dans les troupes de l'Opéra-Comique et de l'Opéra de Paris en 1947. 
Ayant conservé intacts ses moyens vocaux pendant plus de 60 années de carrière, il chanta, notamment, le rôle de Rigoletto jusqu'à 75 ans et donna son dernier récital à Firminy (Loire) en septembre 2000, à l'âge de 89 ans.
Dans les années 1970, il devient, en plus de ses activités de chanteur, producteur de spectacles. Pendant une vingtaine d'années, il présentera plusieurs centaines de représentations d'opéra et d'opérette, notamment dans les villes de Douai, Arras, Denain, Angers, Béthune, Cholet, ainsi qu'en région parisienne. De nombreux artistes de la génération actuelle ont fait leurs premiers pas sur scène dans la compagnie fondée par Michel Dens.

## Enregistrements
L'essentiel des enregistrements discographiques de Michel Dens sont parus chez Pathé, repris chez EMI. Une trentaine de sélections d'œuvres lyriques, une douzaine de disques de récitals, une vingtaine de 45 et 78 tours. Chez cet éditeur, il commence à enregistrer à son entrée à l'Opéra-Comique, en 1947, mais c'est déjà un habitué du micro. On raconte que le directeur du Capitole de Toulouse l'aurait engagé pour remplacer Pierre Deldi en l'auditionnant à la radio en 1944… Ses participations pour la RDF puis l'ORTF sont a priori plus rares que d'autres barytons de la même époque (Willy Clément ou Robert Massard…) néanmoins, on peut retenir un excellent Hans le Joueur de Flûte (Louis Ganne)  enregistré en 1957 et un Madame Favart (Offenbach).
Au disque, il enregistre une bonne part du répertoire courant d'opéra-comique et d'opérette française ou viennoise de cette époque. Enregistrés entre 1950 et 1970, citons  Romance au Portugal, Les Noces de Jeannette, La Mascotte, Les Mousquetaires au Couvent, Le Pays du sourire, La Veuve joyeuse, Le Comte de Luxembourg, Paganini, Valses de Vienne, La Basoche, Chanson d'amour… ainsi que les intégrales de La Belle Hélène (Agamemnon), Le Pays du sourire (dans le ton original), Véronique (Florestan), Le Barbier de Séville (Figaro).
Pour l'opéra, Michel Dens a enregistré en langue française les sélections de Traviata (d'Orbel), Rigoletto (rôle-titre), La Flûte enchantée (Papageno), Roméo et Juliette (Mercutio)… ainsi que de très intéressantes versions intégrales de Manon (Lescaut), Les Pêcheurs de Perles (Zurga), Mireille (Ourias), Paillasse, aux côtés de d'artistes de la taille de Victoria de los Angeles, Nicolai Gedda, Janine Micheau ou Mado Robin.